# Proteromonadida
Proteromonadida es un pequeño grupo de protistas peculiares endocomensales del tracto intestinal de anfibios, reptiles y mamíferos. Son pequeños organismos de un tamaño alrededor de 15 µm que presentan uno o dos pares de flagelos anisocontos (de distinto tamaño). La célula incluye un único núcleo celular y una única mitocondria relativamente grande. El grupo está formado actualmente por 5 especies. Se consideran parientes cercanos de las opalinas, juntos a los cuales se clasifican en Opalinea en el filo Bigyra.
Protista comprende al conjunto de organismos cuyas células contienen un núcleo celular (eucariota), y que no son animales, plantas u hongos.